# Nikolaj (Velimirović)
São Nicolau (Velimirovich) de Ohrid e Žiča ou Nikolaj (Velimirović) (Cirílico sérvio: Николај Велимировић; 4 de janeiro de 1881 [Calendário juliano: 23 de dezembro de 1880 – 18 de março de 1956) foi bispo das eparquias de Ocrida e Žiča (1920-1956) na Igreja Ortodoxa Sérvia, um influente escritor teológico e altamente talentoso orador, conhecido como O Novo Crisóstomo.
Seu nome de nascença foi Nikola. Quando jovem, ele chegou perto de morrer de disenteria, e decidiu que desde então dedicaria sua vida a Deus se sobrevivesse. Sobrevivendo, foi tonsurado monge sob o nome de Nikolaj, ordenado para o clero, e rapidamente se tornou um importante líder e porta-voz da Igreja Ortodoxa Sérvia, especialmente em suas relações com o Ocidente. Quando os Alemães ocuparam a Iugoslávia na Segunda Guerra Mundial, Nikolaj foi preso e, eventualmente, levado para o campo de concentração de Dachau, na Alemanha.
Depois de ser libertado pelos Aliados no final da guerra, decidiu não voltar para a Iugoslávia (que tinha um governo Comunista naquela época). Mudou-se para os Estados Unidos , em 1946, onde permaneceu até sua morte em 1956. Ele apoiou firmemente a unidade de todas as igrejas ortodoxas e estabeleceu particularmente boas relações com a Igreja Anglicana e a Igreja Episcopal.

## Biografia

### Infância e juventude

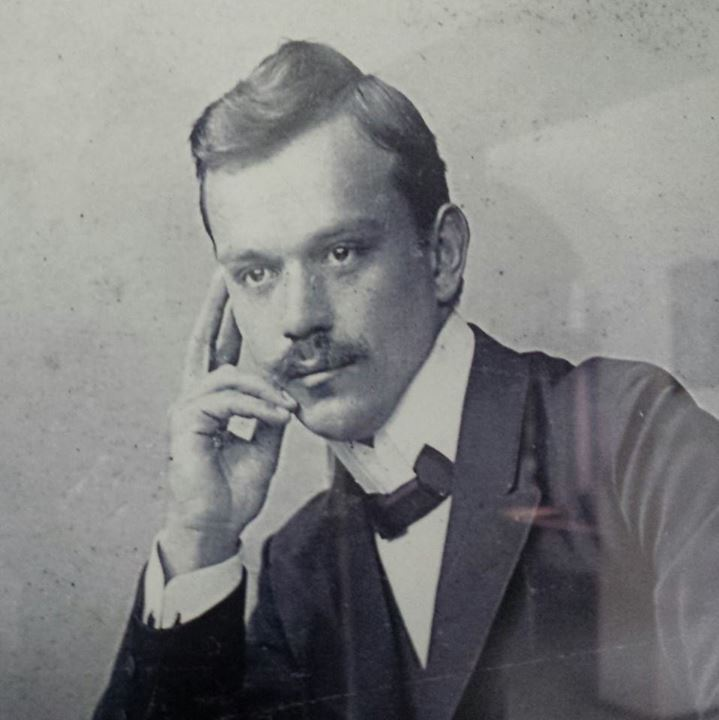
Velimirović como estudante

Nikola Velimirović nasceu na pequena aldeia de Lelić, Valjevo, Sérvia, no dia da festa de Santo Naum de Ocrida, cujo mosteiro mais tarde viria a ser seu ver episcopal. Ele foi o primeiro dos nove filhos que nasceram a família dos devotos agricultores. Sendo muito fraco, ele foi batizado logo depois de seu nascimento, no Mosteiro de Ćelije, nos arredores de sua cidade natal, onde suas relíquias estão agora em repouso. Ele foi dado o nome de Nikola porque São Nicolau era padroeiro de sua família. O patronado familiar é um antigo costume cristão ainda praticado por muitas famílias, mas é uma tradição especialmente forte na Sérvia.
As primeiras lições sobre Deus, Jesus Cristo, a vida dos santos e os dias santos da Igreja ano foram fornecidos a ele por sua mãe, que também regularmente levou-o para receber a Comunhão em Ćelije. Sua educação formal começou no referido mosteiro e continuou em Valjevo. Ele solicitou a admissão na Academia Militar, mas foi recusado porque ele não passou no exame físico. Foi por fim admitido no Seminário de São Savas, em Belgrado, onde, além dos assuntos obrigatórios, notavelmente se dedicou aos escritos teológicos de um grande número de autores ocidentais e orientais. Formou-se em 1902.
Um aluno excelente, foi escolhido para continuar seus estudos na Rússia e na Europa Ocidental. Ele tinha um dom para línguas e logo possuía de um bom conhecimento do russo, do francês e do alemão. Após São Petersburgo, foi para a Suíça e obteve seu doutorado em divindade na Universidade de Berna. Ele recebeu seu doutorado em teologia em 1908 com a dissertação intitulada a Fé na Ressurreição de Cristo como a base dos Dogmas da Igreja Apostólica. Esta obra foi escrita originalmente em alemão e publicada, na Suíça, em 1910, e mais tarde traduzida para o sérvio. O seu diploma de doutor em filosofia foi preparado em Oxford e defendido em Genebra, em francês. O título foi Filosofia de Berkeley.

### Vida monástica
No outono de 1909, Nikola voltou para casa e ficou gravemente doente com disenteria. Ele decidiu tornar-se monge e dedicar a sua vida a Deus, se vivesse. No final do ano, a sua saúde melhorou e ele foi tonsurado monge, recebendo o nome de Nikolaj. Ele logo foi ordenado um hieromonge e, em seguida, elevado à posição de arquimandrita.

### Primeira Guerra Mundial
O Arquimandrita Nikolaj foi feito professor no Seminário de São Savas, em Belgrado. Foi decidido que ele precisava para realizar estudos religiosas antes de se tornar um professor. Como era o costume naqueles dias, ele foi enviado para a Rússia Imperial para continuar seus estudos. Depois de seu retorno para Belgrado, no ano de 1911, quando tinha 31 de idade, foi nomeado para a Academia de Teologia da Universidade de Belgrado, ensinando filosofia, lógica, história e línguas estrangeiras. Seus discursos e sermões, impressos e distribuídos, já eram lidos com avidez em toda a Sérvia. Foi em parte inspirada pela vida de São Savas da Sérvia, o nacional padroeiro do país, sua exposição da fé cristã. Na igreja em si, ele só tinha a autoridade de suas palavras e de personalidade: era apenas um monge, mas mesmo assim parecia destinado a exercer grande influência. Não foi de se estranhar que, em 1915, ele foi encarregado de uma missão na Grã-Bretanha, a fim de obter a cooperação da Igreja da Inglaterra em educar os jovens estudantes que foram evacuados de sua terra natal devido à ameaça da Primeira Guerra Mundial. Um de seus alunos, em Belgrado, foi Justin Popović.
Em sua vida, Padre Nikolaj visitou os Estados Unidos quatro vezes. Conhecia o inglês e era capaz de chegar ao público-alvo causando forte impressão nos ouvintes. Logo após a eclosão da Primeira Guerra Mundial contribuiu para a sua nomeação pelo governo sérvio para uma missão nos Estados Unidos. Em 1915, como um monge sérvio desconhecido, percorreu a maioria das grandes cidades dos EUA, onde participou de várias palestras, lutando pela união dos Sérvios e de outros povos eslavos. Esta missão ganhou motivos: a América enviara mais de 20.000 voluntários para a Europa. Durante a campanha de Nikolaj ocorreu a grande retirada do Exército Sérvio através das montanhas da Albânia. Ele embarcou de volta para casa em 1916, mas como o seu país estava agora nas mãos do inimigo, foi para a Inglaterra em vez disso. Sua eloquência e personalidade faziam dele um porta-voz não oficial do seu povo. Seu sucesso foi tal, que não só ele cumpriu a missão, mas também foi premiado com um doutorado honoris causa em teologia pela Universidade de Cambridge.

### Bispo
Em 1919, o Arquimandrita Nikolaj foi consagrado Bispo de Žiča , mas não permaneceu muito tempo nesta diocese, sendo convidado para assumir o cargo de Bispo da de Ocrida (1920-1931) e depois de Ocrida e Bitola (1931-1936), no sul do Reino da Iugoslávia.
A percentagem de analfabetismo era muito grande, e a população era em geral muito pobre. Ele teve muitas dificuldades lá, mas um grande número de pessoas humildes o buscavam com fervor. Por muitos anos o seu lugar era o antigo mosteiro de Sveti Naum na extremidade sul do Lago de Ocrida. Foi lá que ele escreveu o Prólogo de Ocrida. Em 1920, pela terceira vez, ele viajou novamente aos Estados Unidos, desta vez em uma missão para organizar uma diocese ortodoxa no país.
Em 1935, ele reconstruiu a cemitério dos soldados alemães mortos na Segunda Guerra Mundial, em Bitola. Durante a administração de Milan Stojadinović, a sé sérvia ficou vaga após o envenenamento do Patriarca Varnava e a tentativa fracassada de ratificar uma Concordata com o Vaticano. Nikolaj teria sido uma escolha óbvia, mas supostamente identificava-se com o idealismo democrático da Inglaterra e dos Estados Unidos (lugares que visitou com frequência), enquanto Stojadinović inclinava-se para a Alemanha e a Itália.
Ainda assim, exceto por sua firme oposição ao Comunismo, havia muito pouco que poderia ser rotulado de "político" no ministério de Nikolaj e em seus escritos. O mais próximo disto teria sido seu insistente chamado para a manutenção da nação sérvia após esta ter se tornado parte da Iugoslávia.
Em 1936, ele finalmente retomou sua posição original como Bispo de Žiča, não muito distante de Valjevo e Lelić, onde nascera. Em Žiča ele começou um movimento para a recuperação da Igreja da Sérvia, evocando a memória de São Savas o Sérvio, o qual mencionava em quase todos seus sermões. Nos anos que precederam a eclosão da Segunda Guerra, o bispo continuou sua campanha para o revivalismo sérvio, instituindo sociedades de oração, em que amigos visitavam as casas uns aos outros para orarem. Este fenômeno de oração social chamou a atenção de todo o país.

### Detenção e prisão na II Guerra Mundial
Durante a Segunda Guerra Mundial , em 1941, assim que as forças alemãs ocuparam a Iugoslávia, Bispo Nikolaj foi preso pelos nazistas no Mosteiro de Žiča, depois sendo confinado nos mosteiros de Ljubostinja (perto de Trstenik) e Vojlovica (perto de Pančevo), no qual ele foi confinado junto ao então patriarca sérvio, Gabriel V, até o final de 1944. Em 15 de setembro de 1944, ambos foram enviados para o campo de concentração de Dachau, que era na época o principal campo de concentração para clérigos. Tanto Velimirović quanto o Patriarca eram tidos como prisioneiros especiais (Ehrenhäftlinge), presos no chamado Ehrenbunker (ou Prominentenbunker). Ambos acabaram sendo enviados para a Eslovênia e depois para a Áustria, sendo finalmente liberados pela infantaria americana em 1945.

### Pós-guerra
O santo foi autorizado a passar os últimos anos de sua vida nos Estados Unidos, só voltando para a Inglaterra quando ele veio para consagrar a Igreja de São Savas, em 1952, ocasião em que milhares de sérvios se reuniram, o sagrado edifício ficou repleto e a multidão de pessoas lotou o Metrô de Londres com o som da voz de Nikolaj através do ar em alto-falantes.
Faleceu em 18 de março de 1956, enquanto em orava ao pé da sua cama antes da Liturgia, no Mosteiro Ortodoxo russo de São Tikhon, na Pensilvânia. Ele foi enterrado junto ao túmulo do poeta Jovan Dučić no Mosteiro de São Savas em Libertyville, Illinois. Após a queda do comunismo, seus restos mortais foram re-enterrados em sua cidade natal, Lelić, em 12 de maio de 1991, ao lado de seus pais e de seu sobrinho, Bispo Jovan (Velimirović). Em 19 de maio de 2003, o Santo Sínodo da Igreja Ortodoxa Sérvia reconheceu o Bispo Nikolaj (Velimirović) de Ocrida e Žiča como um santo, e decidiu incluí-lo no calendário dos santos da Santa Igreja Ortodoxa.